# Fußball-Südamerikameisterschaft der Frauen 1998
Die 3. Fußball-Südamerikameisterschaft der Frauen (spanisch Sudamericano Femenino) fand vom 1. bis 15. März 1998 in Argentinien statt. Gespielt wurde im Estadio José María Minella in Mar del Plata, Provinz Buenos Aires. Sieger wurde zum dritten Mal Brasilien. Zum ersten Mal nahmen alle zehn Mitglieder des CONMEBOL am Turnier teil. Für Kolumbien, Paraguay, Peru und Uruguay waren es die ersten Spiele der Frauen-Nationalmannschaft und die Spiele gegen Brasilien endeten für Peru und Venezuela mit der höchsten Niederlage ihrer Länderspielgeschichte. Das 15:0 für Brasilien gegen Peru ist zudem der höchste Sieg einer südamerikanischen Mannschaft auf neutralem Platz.

## Modus
Die zehn Mannschaften wurden auf zwei Gruppen zu je fünf Mannschaften aufgeteilt. Innerhalb der Gruppen spielte jede Mannschaft einmal gegen jede andere. Die Gruppensieger und Gruppenzweiten erreichten das Halbfinale. Die Halbfinalsieger erreichten das Finale. Der Südamerikameister qualifizierte sich für die Fußball-Weltmeisterschaft der Frauen 1999.

## Teilnehmer
Für das Turnier hatten erstmals alle 10 Mitglieder des südamerikanischen Verbandes CONMEBOL gemeldet:
- Argentinien (Ausrichter)
- Bolivien
- Brasilien (Titelverteidiger)
- Chile
- Ecuador
- Kolumbien
- Paraguay
- Peru
- Uruguay
- Venezuela

Kolumbien, Paraguay, Peru und Uruguay nahmen zum ersten Mal teil.

## Vorrunde

### Gruppe A
| Pl. | Land      | Sp. | S | U | N | Tore    | Diff. | Punkte |
| --- | --------- | --- | - | - | - | ------- | ----- | ------ |
| 1.  | Brasilien | 4   | 4 | 0 | 0 | 048:100 | +47   | 12     |
| 2.  | Peru      | 4   | 3 | 0 | 1 | 005:170 | −12   | 09     |
| 3.  | Kolumbien | 4   | 2 | 0 | 2 | 011:160 | −5    | 06     |
| 4.  | Chile     | 4   | 1 | 0 | 3 | 006:130 | −7    | 03     |
| 5.  | Venezuela | 4   | 0 | 0 | 4 | 002:250 | −23   | 0      |

|               |   |           |      |
| 2. März 1998  |   |           |      |
| Kolumbien     | – | Venezuela | 4:1  |
| Brasilien     | – | Peru      | 15:0 |
| 4. März 1998  |   |           |      |
| Chile         | – | Venezuela | 5:0  |
| 5. März 1998  |   |           |      |
| Brasilien     | – | Kolumbien | 12:1 |
| 6. März 1998  |   |           |      |
| Chile         | – | Peru      | 0:1  |
| Brasilien     | – | Venezuela | 14:0 |
| 8. März 1998  |   |           |      |
| Venezuela     | – | Peru      | 1:2  |
| Chile         | – | Kolumbien | 1:5  |
| 10. März 1998 |   |           |      |
| Kolumbien     | – | Peru      | 1:2  |
| Brasilien     | – | Chile     | 7:0  |

### Gruppe B
| Pl. | Land        | Sp. | S | U | N | Tore    | Diff. | Punkte |
| --- | ----------- | --- | - | - | - | ------- | ----- | ------ |
| 1.  | Argentinien | 4   | 4 | 0 | 0 | 016:100 | +15   | 12     |
| 2.  | Ecuador     | 4   | 2 | 1 | 1 | 010:600 | +4    | 07     |
| 3.  | Paraguay    | 4   | 2 | 0 | 2 | 006:100 | −4    | 06     |
| 4.  | Uruguay     | 4   | 0 | 2 | 2 | 006:800 | −2    | 02     |
| 5.  | Bolivien    | 4   | 0 | 1 | 3 | 005:180 | −13   | 01     |

|              |   |          |     |
| 1. März 1998 |   |          |     |
| Paraguay     | – | Uruguay  | 3:2 |
| Argentinien  | – | Bolivien | 9:0 |
| 3. März 1998 |   |          |     |
| Uruguay      | – | Ecuador  | 2:2 |
| Argentinien  | – | Paraguay | 3:0 |
| 5. März 1998 |   |          |     |
| Argentinien  | – | Uruguay  | 2:1 |
| Ecuador      | – | Bolivien | 5:2 |
| 7. März 1998 |   |          |     |
| Ecuador      | – | Paraguay | 3:0 |
| Uruguay      | – | Bolivien | 1:1 |
| 9. März 1998 |   |          |     |
| Bolivien     | – | Paraguay | 2:3 |
| Argentinien  | – | Ecuador  | 2:0 |

## Finalrunde

### Halbfinale
|                                |   |         |                      |
| 13. März 1998 in Mar del Plata |   |         |                      |
| Brasilien                      | – | Ecuador | 11:1                 |
| 13. März 1998 in Mar del Plata |   |         |                      |
| Argentinien                    | – | Peru    | 1:1 n. V., 4:3 i. E. |

### Spiel um Platz 3
|                                                   |   |         |                      |
| 15. März 1998 um 10:10 Uhr UTC-3 in Mar del Plata |   |         |                      |
| Peru                                              | – | Ecuador | 3:3 n. V., 5:4 i. E. |

### Finale
|                                                   |   |             |           |
| 15. März 1998 um 12:10 Uhr UTC-3 in Mar del Plata |   |             |           |
| Brasilien                                         | – | Argentinien | 7:1 (3:0) |

## Entscheidungen
Brasilien qualifizierte sich mit dem Turniersieg direkt für die Weltmeisterschaft 1999. Argentinien konnte sich im abschließenden Play-off gegen Mexiko (1:3; 2:3) nicht durchsetzen, sodass die brasilianische Mannschaft der einzige Vertreter Südamerikas bei der WM war.

## Schiedsrichter
Unter anderem waren folgende Schiedsrichter im Einsatz:
- Claudio Martín
- Edgar Solíz
- Rubén Selman
- Martha Toro
- Rafael Jarrín
- Oliver Viera